# Nissan ZEOD RC
La Nissan ZEOD RC (Zero Emission On Demand Racing Car) est une voiture de compétition automobile conçue par le constructeur japonais Nissan. Elle est basée sur la DeltaWing, une voiture expérimentale engagée aux 24 Heures du Mans 2012. 

## Historique
Ben Bowlby, directeur de l'innovation chez Nismo, conçoit cette voiture ayant la capacité d'effectuer un tour entier du circuit du Mans grâce à son moteur électrique. Engagée aux 24 Heures du Mans 2014 par Nissan Motorsport Global, elle abandonne au 5e tour à la suite d'un problème de boîte de vitesses. Ce sera son seul engagement en compétition.